# Conférence de la Table ronde de La Haye

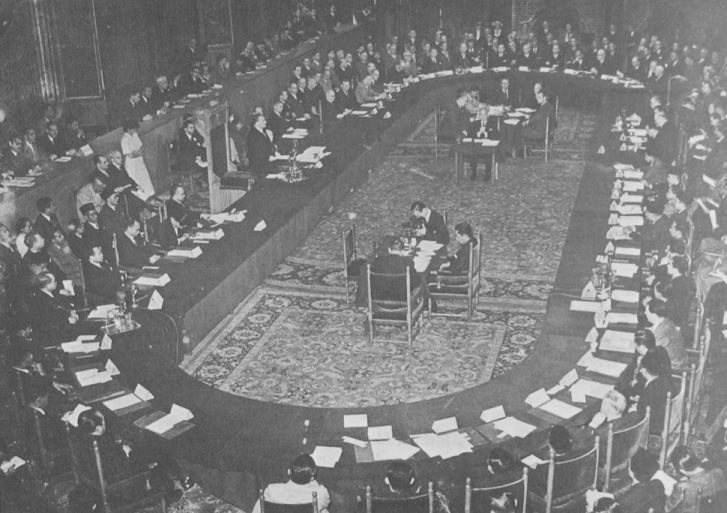
Session de la conférence.

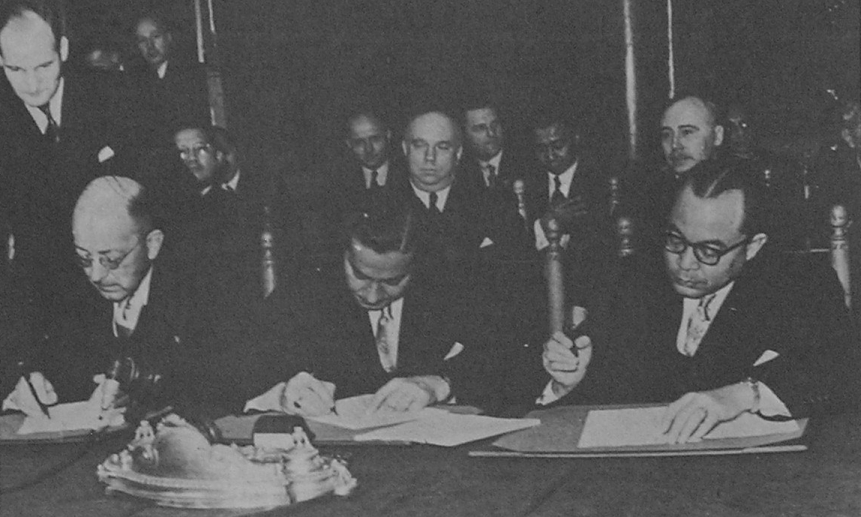
J. H. Maarseveen au nom du royaume des Pays-Bas, le sultan Hamid II au nom des autres États et Hatta au nom de la république d'Indonésie signent l'accord final de la conférence.

Une conférence de la Table ronde s'est tenue à La Haye aux Pays-Bas de 23 août au 2 novembre 1949 entre des représentants du royaume des Pays-Bas, de la république d'Indonésie et de la BFO ("Assemblée consultative fédérale" représentant divers États que les Hollandais avaient créés dans l'archipel). La conférence se conclut par le transfert par les Pays-Bas de la souveraineté sur le territoire des anciennes Indes néerlandaises à la république des États-Unis d'Indonésie, à l'exclusion de la Nouvelle-Guinée occidentale, dont il est convenu que la question sera discutée ultérieurement.

## Le contexte
Avant cette conférence, trois réunions de haut niveau s'étaient tenues entre l'Indonésie et les Pays-Bas : l'accord de Linggarjati en 1947, l'accord du Renville en 1948 et l'accord Roem-van Roijen en 1949.